# 19. december
19. december je 353. dan leta (354. v prestopnih letih) v gregorijanskem koledarju. Ostaja še 12 dni.

## Dogodki
- 1793 – konča se obleganje Toulona, kjer se prvič izkaže Napoleon
- 1843 – Charles Dickens izda Božično pesem v prozi
- 1941 – Združeno kraljestvo dvigne starostno mejo vojaške obveznosti na 51 let; prične se novačenje žensk v oborožene sile
- 1945 – Avstrija drugič postane republika (prvič leta 1918)
- 1946 – začetek vietnamske vstaje proti Francozom
- 1974 – v prodajo pride prvi osebni računalnik Altair 8800
- 1984 – Združeno kraljestvo se formalno odpove Hong Kongu
- 1986 – rehabilitiran Andrej Dimitrijevič Saharov
- 1996 – slovesna podelitev 1. letnih akademijskih študentskih nagrad - Zlatolask v dvorani Slovenske kinoteke v Ljubljani
- 1997 – v ameriških kinodvoranah začnejo predvajati Titanik, do leta 2005 najdonosnejši film
- 2002 – Anton Rop postane četrti predsednik vlade samostojne Slovenije
- 2005 – v eksploziji na španski fregati SPS Extremadur (F75) umreta dva mornarja [mrtva povezava]
- 2016 – v terorističnem napadu z ukradenim tovornjakom v Berlinu umre 12 ljudi 49 je ranjenih

## Rojstva
- 1343 – Vilijem I., meissenški mejni grof († 1407)
- 1554 – Filip Viljem Oranski, oranski knez († 1618)
- 1709 – Julien Offray de La Mettrie, francoski zdravnik in filozof († 1751)
- 1771 – Nicolas Joseph Maison, francoski maršal († 1840)
- 1796 –
  - Manuel Bretón de los Herreros, španski pesnik, dramatik († 1873)
  - Pjotr Aleksandrovič Rumjancev-Zadunajski, ruski general (* 1725)
- 1828 – Anton Janežič, slovenski pisec učbenikov, urednik († 1869)
- 1845 – Henri Joseph Anastase Perrotin, francoski astronom († 1904)
- 1852 – Albert Abraham Michelson, nemško-ameriški fizik, nobelovec  1907 († 1931)
- 1875 – Mileva Marić, srbska matematičarka († 1948)
- 1878 – Anton Lajovic, slovenski skladatelj († 1960)
- 1894 –
  - Jošida Isoja, japonski arhitekt († 1974)
  - Paul Dessau, nemški skladatelj, dirigent († 1979)
- 1906 – Leonid Iljič Brežnjev, sovjetski voditelj († 1982)
- 1907 – Vasja Pirc, slovenski šahovski velemojster († 1980)
- 1910 – Jean Genet, francoski pisatelj († 1986)
- 1915 – Édith Piaf, francoska pevka († 1963)
- 1944 – Mitchell Jay Feigenbaum, ameriški fizik in matematik
- 1947 – Božo Šprajc, slovenski filmski režiser († 1998)
- 1954 – Miran Hladnik, literarni zgodovinar
- 1956 – Jens Fink-Jensen, danski pesnik, pisatelj, fotograf
- 1961 – Eric Allin Cornell, ameriški fizik, nobelovec 2001
- 1966 – Alberto Tomba, italijanski alpski smučar
- 1972 – Alyssa Milano, ameriška filmska in televizijska igralka
- 1980 – Jake Gyllenhaal, ameriški filmski, televizijski igralec
- 1987 – Karim Benzema, francoski nogometaš

## Smrti
- 211 – Geta, 23. cesar Rimskega cesarstva (* 189)
- 1111 – Al-Gazali, perzijski mistik in učenjak (* 1057)
- 1310 – Papež Urban V. (* 1310)
- 1327 – Neža Francoska, hči Ludvika IX., burgundska vojvodinja, regentinja (* 1260)
- 1442- Elizabeta Luksemburška, ogrska, nemška in češka kraljica (* 1409)
- 1741 – Vitus Bering, danski pomorščak, raziskovalec (* 1681)
- 1807 – Friedrich von Grimm, nemški literarni kritik (* 1723)
- 1848 – Emily Brontë, angleška pisateljica (* 1818)
- 1851 – William Turner, angleški slikar (* 1775)
- 1871 – Mihael Stroj, slovenski slikar (* 1803)
- 1915 – Alois Alzheimer, nemški zdravnik, nevrolog (* 1864)
- 1936 – Juan de la Cierva, španski letalski inženir (* 1895)
- 1946 – Paul Langevin, francoski fizik (* 1872)
- 1947 – Duncan Campbell Scott, kanadski pesnik (* 1862)
- 1953 – Robert Andrews Millikan, ameriški fizik, nobelovec 1923 (* 1868)
- 1967 – Harold Edward Holt, avstralski predsednik vlade (* 1908)
- 1982 – Dwight Macdonald, ameriški radikalni levičar, anarhist in družbeni kritik (* 1906)
- 1989 – Ive Šubic, slovenski slikar (* 1922)
- 1990 – Gabrijel Stupica, slovenski slikar (* 1913)
- 1991 – Franc Košir, slovenski glasbenik (* 1931)
- 1993 – Boris Andrijanič, ustanovitelj in prvi direktor Tovarne zdravil Krka (* 1910)
- 1996 – Marcello Mastroianni, italijanski filmski igralec (* 1924)
- 2005 – Julio Iglesias Puga, španski zdravnik (* 1915)
- 2015 – Simona Weiss, slovenska pevka (*1963)

## Prazniki in obredi
- sv. Nikolaj (pravoslavni)